# Krusenstiernska gården

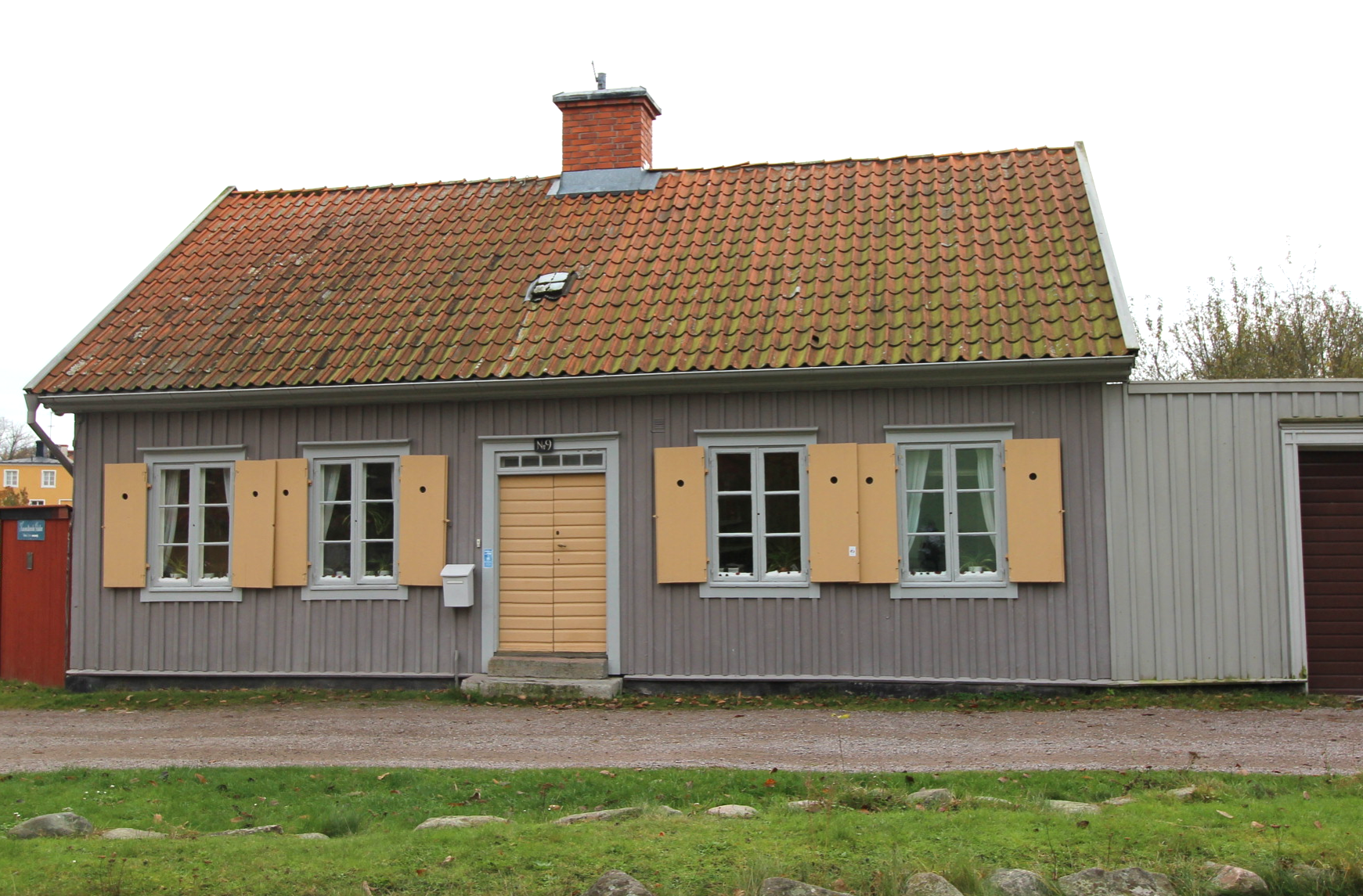
Höst vid Krusenstiernska gården 2014.

Krusenstiernska gården är ett kulturhistoriskt museum med vidhängande blomsterpark i gamla stan i Kalmar. Krusenstiernska gården är en välbevarad stadsträdgårdar från 1800-talet. År 2010 utsågs Krusenstiernska gården till ett av Sveriges 14 klonarkiv. Krusenstiernska gårdens uppgift är att bevara drygt tio lokala mandatsorter av äpple och fyra lokala mandatsorter av päron. Ett av äpplena är Kalmar glasäpple. 

## Historik och museum
Krusenstiernska gårdens tomt var tidigare malmgård under namnet "rådman Saurs trädgård". Den inköptes 1762 av handelsmannen Johans Löfberg och hade därefter flera olika ägare tills tomten 1871 köptes av konsul S. Söderbergh som gav trädgården dess nuvarande omfattning. 1874 såldes den till Hermine von Krusenstierna. Hon gifte sig 1877 med sin kusin löjtnant Philip von Krusenstierna. Paret avled barnlöst 1908 respektive 1915 och gården testamenterades till deras tjänstekvinna Hulda Nydell som bodde på gården och vårdade parets minne fram till sin död 1940. Vid sin död testamenterade hon gården med alla dess inventarier till Kalmar stad och Kalmar läns Fornminnesförening.
Boningshuset härrör från omkring 1800, möjligen från sent 1700-tal. Trädgårdsmästarbostaden är uppförd 1872. Möblerna är gustavianska, men det finns föremål från andra stilepoker. Gården är bekant för sin samling av ostindiskt porslin. 
Trädgården rymmer, förutom en servering, fruktträd, bärbuskar och blommor samt örtagård och lusthus.

## Krusenstiernska teatern
Sedan 2008 har det etablerats en friluftsteater med plats för drygt 1 000 åskådare, Krusenstiernska teatern, i trädgården. Där spelas sommarkomedier med bland annat Robert Gustafsson och Thomas Petersson som återkommande huvudrollsinnehavare.

## Galleri

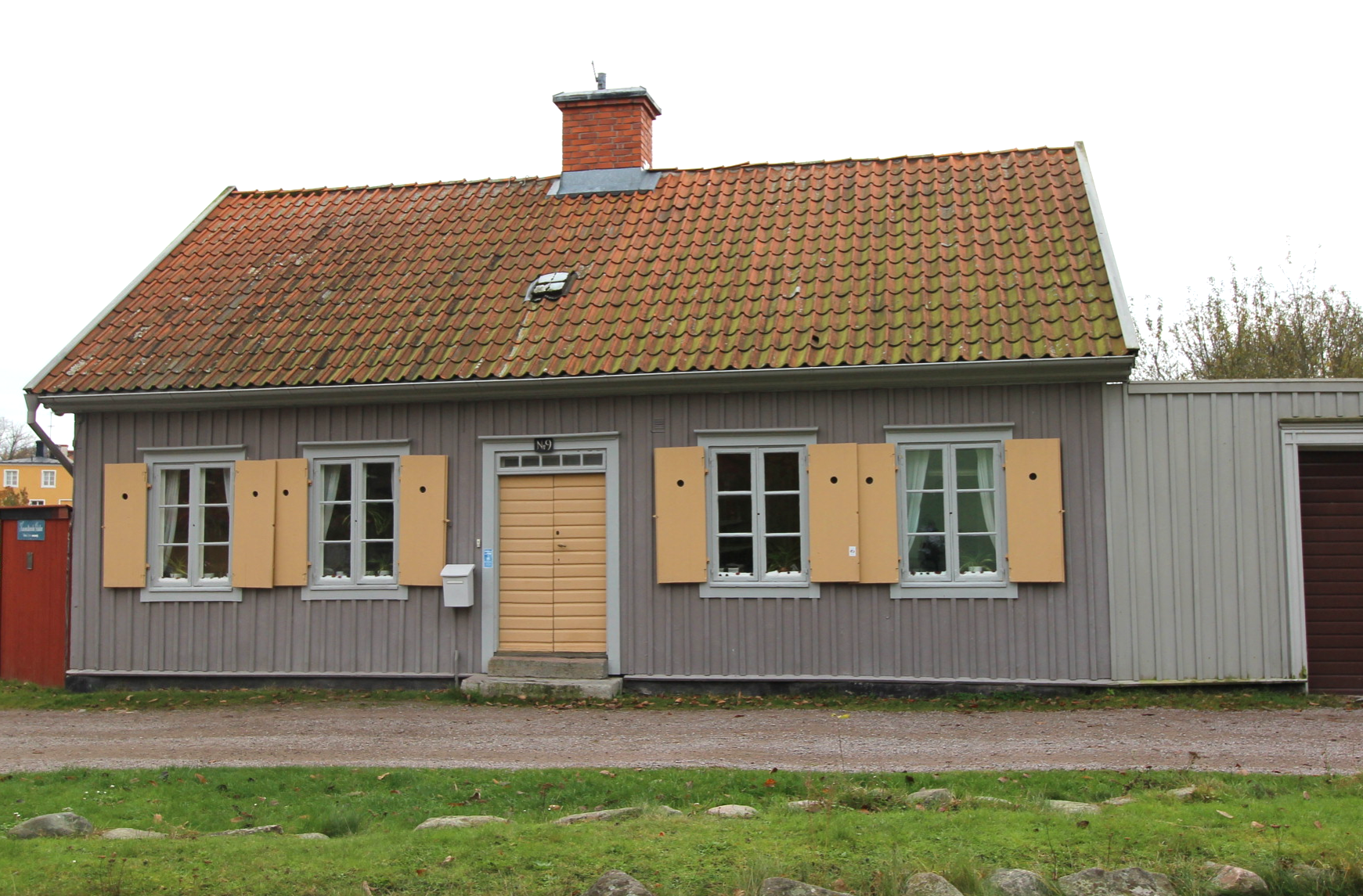
November 2014.
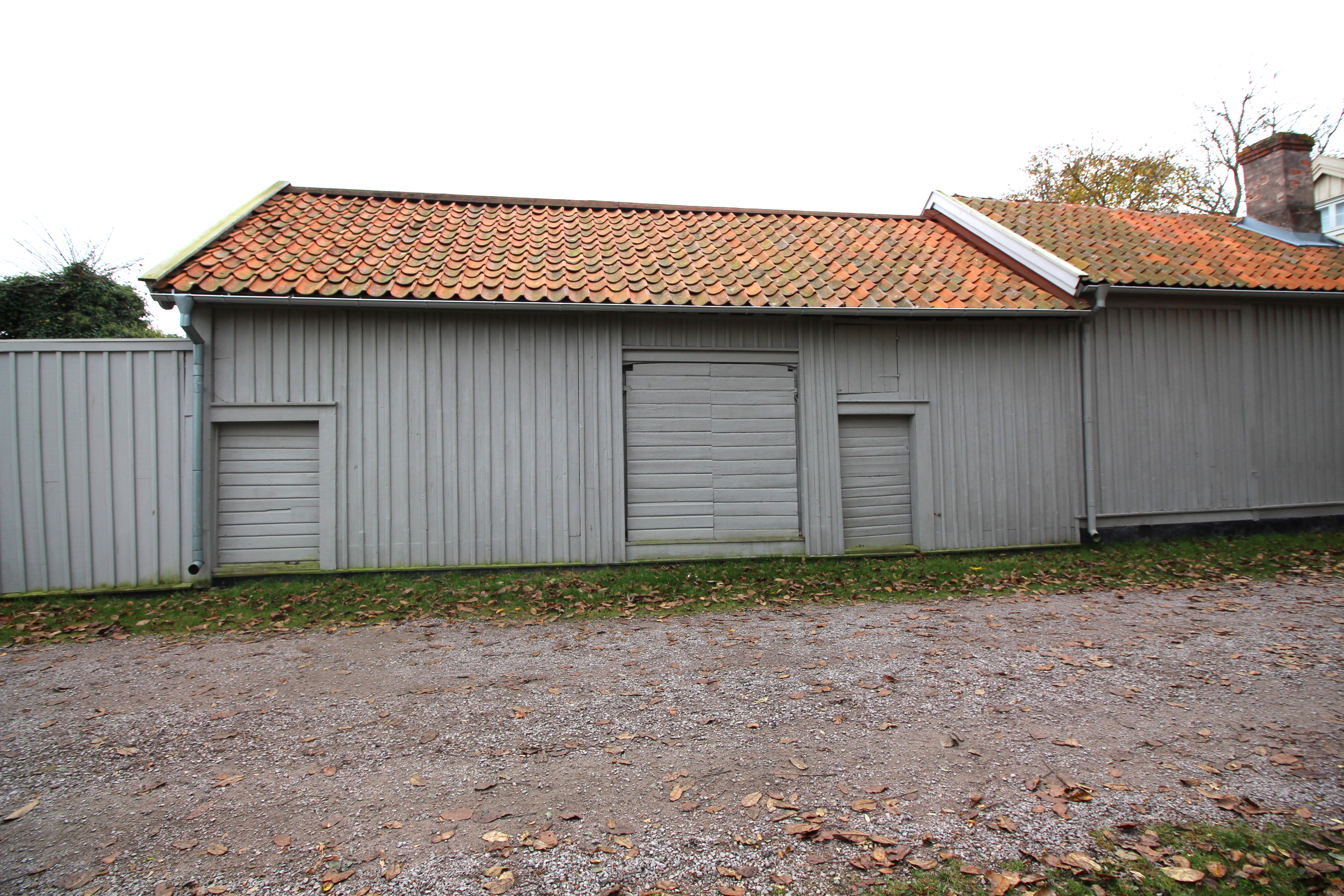
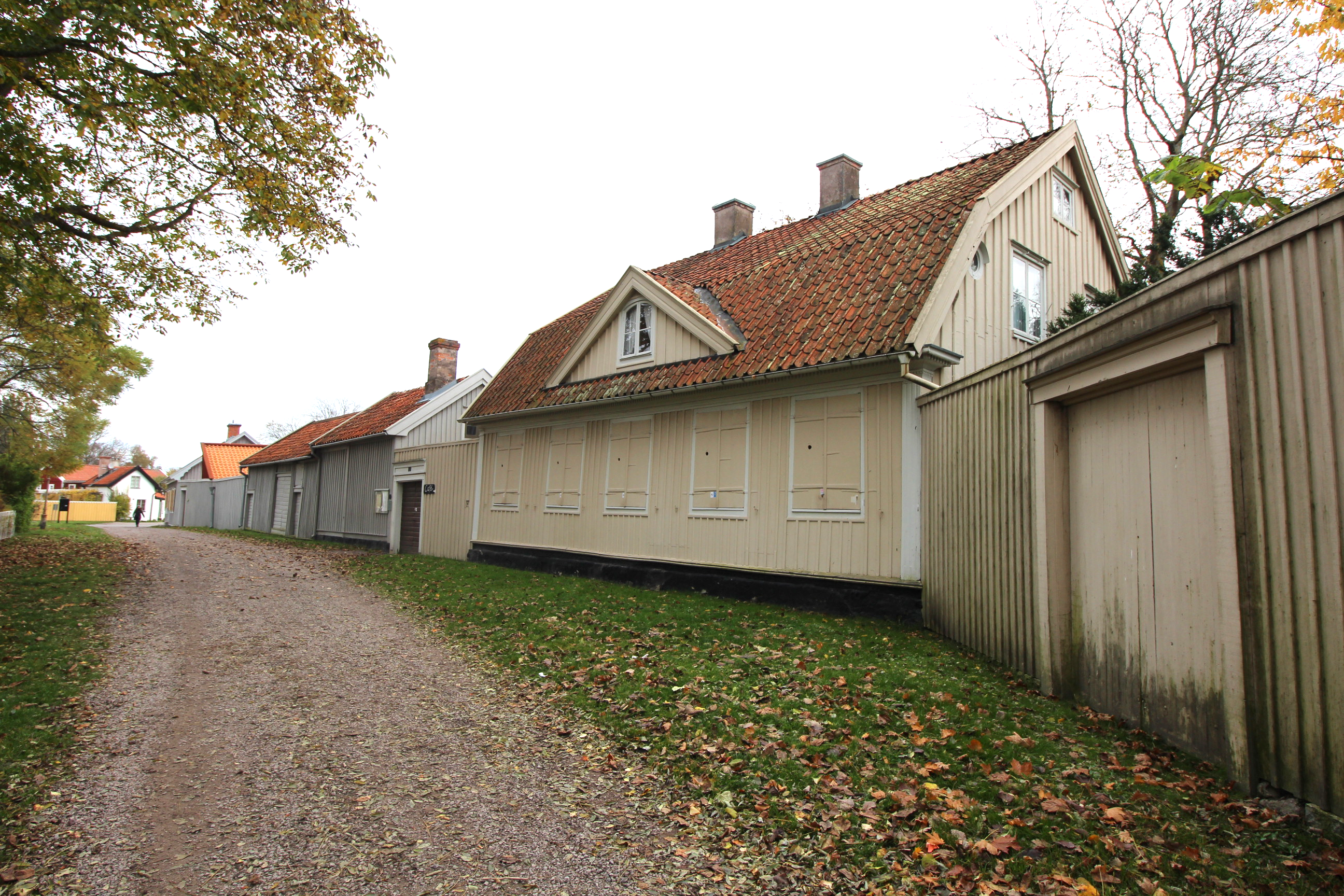